# Ключборк (гміна)
Гміна Ключборк (пол. Gmina Kluczbork) — місько-сільська гміна у південно-західній Польщі. Належить до Ключборського повіту Опольського воєводства.
Станом на 31 грудня 2011 у гміні проживало 37036 осіб.

## Площа
Згідно з даними за 2007 рік площа гміни становила 217.00 км², у тому числі:
- орні землі: 72.00%
- ліси: 19.00%

Таким чином, площа гміни становить 25.48% площі повіту.

## Населення
Станом на 31 грудня 2011:
| Опис     | Загалом | Загалом | Чоловіки | Чоловіки | Жінки | Жінки |
| -------- | ------- | ------- | -------- | -------- | ----- | ----- |
| одиниця  | осіб    | %       | осіб     | %        | осіб  | %     |
| все      | 37036   | 100     | 17853    | 48.20    | 19183 | 51.80 |
| міське   | 24819   | 100     | 11880    | 47.87    | 12939 | 52.13 |
| сільське | 12217   | 100     | 5973     | 48.89    | 6244  | 51.11 |

## Сусідні гміни
Гміна Ключборк межує з такими гмінами: Бичина, Ґожув-Шльонський, Лясовіце-Вельке, Мурув, Олесно.